# Netelia fijiensis
Netelia fijiensis är en stekelart som först beskrevs av Charles Thomas Brues 1922.  Netelia fijiensis ingår i släktet Netelia och familjen brokparasitsteklar. Inga underarter finns listade i Catalogue of Life.